# 북방선교방송
북방선교방송(TWR Korea)은 미국의 기독교 계열 라디오 방송국인 트랜스 월드 라디오의 대한민국 파트너로, 조선민주주의인민공화국 국민 및 중국 및 러시아의 탈북민을 대상으로 라디오 방송을 하는 복음주의 미디어 선교단체이다. 
현재 방송과 더불어 해외 체류 탈북자 양육, 예배 사역을 하고 있으며, 매 달 '소망의 기도', '승리자의 기도' 기도제목을 발행하고 기도모임을 진행하고 있다.
방송 프로그램은 대한민국 서울에서 제작하고 방송의 송출은 괌에 있는 미국 TWR의 송출소에서 담당한다. 가청지역은 대한민국, 조선민주주의인민공화국, 중국 동북지역, 몽골 동부 지역, 러시아 중동부 지역, 일본 남부지역이다.

## 역사
1992년 시험방송 단계를 거쳐 1995년 9월에 본격적인 방송을 개시하였다.

## 방송 주파수
| 한국 표준시 | 단파 주파수 | 요일          |
| ----------- | ----------- | ------------- |
| 04:00~05:00 | 7510 kHz    | 월요일~일요일 |
| 20:00~21:00 | 9910 kHz    | 화요일~금요일 |
| 20:00~20:30 | 9910 kHz    | 일요일~월요일 |
| 22:15~23:00 | 9320 kHz    | 월요일~금요일 |
| 22:45~23:00 | 9320 kHz    | 토요일~일요일 |
| 23:00~24:15 | 9870 kHz    | 월요일~일요일 |

## 단체 주소
서울 관악구 봉천동 --- -- 
02-886-5671